# Azzedine Basbas
Azzedine Basbas (en arabe : عز الدين بسبس), né le 30 janvier 1967 à Barika, est un haltérophile algérien.

## Carrière
Azzedine Basbas est médaillé d'or aux Championnats d'Afrique d'haltérophilie 1988 au Caire. 
Il termine dixième du concours d'haltérophilie aux Jeux olympiques d'été de 1988 à Séoul dans la catégorie des moins de 56 kg. Il est triple médaillé d'or dans la catégorie des moins de 60 kg aux Championnats d'Afrique d'haltérophilie 1989 à Boufarik ainsi qu'aux Jeux africains de 1991 au Caire.
Il termine seizième du concours d'haltérophilie aux Jeux olympiques d'été de 1992 à Barcelone dans la catégorie des moins de 60 kg.
Il est médaillé d'or aux Championnats d'Afrique d'haltérophilie 1993 au Caire. 
Il est médaillé de bronze en moins de 60 kg aux Jeux méditerranéens de 1993 en Languedoc-Roussillon. Aux Jeux africains de 1995, il obtient dans la catégorie des moins de 64 kg la médaille d'or à l'épaulé-jeté et deux médailles d'argent à l'arraché et au total.
Il termine 24edu concours d'haltérophilie aux Jeux olympiques d'été de 1996 à Atlanta dans la catégorie des moins de 64 kg.

## Palmarès
| Date | Compétition         | Lieu                 | Résultat | Épreuve              | Performance |
| ---- | ------------------- | -------------------- | -------- | -------------------- | ----------- |
| 1987 | Jeux méditerranéens | Lattaquié            | 2e       | Épaulé-jeté (56 kg ) | 132,5 kg    |
| 1991 | Jeux méditerranéens | Athènes              | 2e       | Épaulé-jeté (60 kg ) | 150 kg      |
| 1993 | Jeux méditerranéens | Languedoc-Roussillon | 3e       | Arraché (64 kg)      | 120 kg      |
| 1993 | Jeux méditerranéens | Languedoc-Roussillon | 3e       | Épaulé-jeté (64 kg ) | 157.5 kg    |
| 1993 | Jeux méditerranéens | Languedoc-Roussillon | 3e       | Total (64 kg)        | 277.5 kg    |